# Johannes Schiess (politico 1562)
Johannes Schiess o Johannes Scheuss (Herisau, circa 1562 – Herisau, circa 1630) è stato un politico svizzero.

## Biografia
Figlio di Jung Hans Müller detto Scheuss, oste, "capitano" o sindaco e membro del Piccolo Consiglio. Rimasto presto orfano, si guadagnò da vivere come pastore di pecore e garzone nel baliaggio comune della Turgovia. In seguito avviò a Herisau un commercio di cenere e di vino con la Turgovia, che gli procurò benessere e stima. Nel 1626 ottenne la concessione come oste. Fu membro del Gran consiglio di Appenzello nel 1588 e nel 1591 e del Piccolo Consiglio di Appenzello nel 1590, nel 1592, e nel 1595, e infine "capitano" o sindaco di Herisau dal 1593 al 1596. Rappresentò le Rhoden esterne alla Dieta federale in occasione della divisione del cantone del 1597 e nella disputa sui diritti di collazione con il principe abate di San Gallo nel 1598. Fu 33 volte inviato alla Dieta federale tra il 1596 e il 1628, tesoriere dal 1597 al 1611 e Landamano dal 1611 al 1630 del nuovo cantone di Appenzello Esterno.
Nel 1612 mediò tra i poderi del Rheintal e il principe abate di San Gallo e nel 1623 agì da mediatore confederale nel conflitto confessionale di Glarona. Ad Appenzello Esterno diede maggiore ordine agli affari di governo, nel 1618 introdusse il canto religioso e nel 1622 stabilì un'organizzazione giudiziaria efficiente. Tra il 1622 e il 1623 fu coinvolto in una dispendiosa controversia con Johann Dietrich Stauffacher di Svitto relativa a delle pretese monetarie. Venne eletto Landamano grazie all'impegno a favore degli appestati a Herisau: tra il 1610 e il 1611 andò di casa in casa con il suo carro, portando viveri e medicine e raccogliendo i morti. L'imponente edificio abitativo e commerciale che fece costruire in località Sangen a Herisau nel 1628, dotato di cinque cantine a volta e di una fucina e ornato con otto preziose vetrate con blasoni, testimonia la sua elevata posizione sociale.